# Annonaceae
Annonaceae су фамилија скривеносеменица из реда Magnoliales, која броји око 2500 врста биљака, чиме је најбројнија у реду. Представници ове фамилије су лијане, дрвеће и жбунови, од којих највећи број расте у тропским крајевима Земље. Листови су прости, наизменично распоређени у два низа дуж стабла, без залистака. Цветови су радијално симетрични и најчешће косексуални (хермародитни). Код већине врста 3 чашична листића су срасла при основи. У цвету постоји 6 жутих до смеђих круничних листића, много спирално распоређених прашника, као и велики број тучкова са много семених заметака унутар плодника. Плод је бобица.
Поједине врсте ове фамилије, попут Annona cherimola, A. muricata, A. squamosa, и Rollinia mucosa, Asimina spp., се узгајају широм тропских и суптропских предела због јестивих плодова. У последње време, фамилија постаје веома важна у фармацеутским истраживањима, јер је неколико хемијских супстанци из листова и коре представника Annonaceae показало антифунгално, бактериостатско, и посебно цитостатско дејство.

## Филогенија фамилије
Унутар фамилије могу се дефинисати три филогенетски одвојене групе:
1. род
2. родови
3. остатак фамилије, у оквиру кога се препознају две веће кладе:
  1. представници са инапертуратним поленом (нпр. родови Artobotrys, Guatteria, Xylopia, Annona)
  2. клада , која укључује и полифилетски род

## Класификација фамилије - списак родова
| - -{Artabotrys - Cananga - Deeringothamnus - Guatteria - Oxandra - Rollinia - Stelechocarpus - Afroguatteria - Alphonsea - Ambavia - Anaxagorea - Annickia - Annona - Anomianthus - Anonidium - Artabotrys - Asimina - Asteranthe - Balonga - Bocagea - Bocageopsis - Boutiquea - Cananga - Cardiopetalum - Cleistochlamys - Cleistopholis - Craibella - Cremastosperma - Cyathocalyx - Cyathostemma - Cymbopetalum - Dasoclema - Dasymaschalon - Deeringothamnus - Dendrokingstonia - Dennettia - Desmopsis - Desmos - Diclinanona - Dielsiothamnus - Disepalum - Duckeanthus - Duguetia - Ellipeia | - Ellipeiopsis - Enicosanthum - Ephedranthus - Exellia - Fissistigma - Fitzalania - Friesodielsia - Froesiodendron - Fusaea - Gilbertiella - Goniothalamus - Greenwayodendron - Guamia - Guatteria - Guatteriella - Guatteriopsis - Haplostichanthus - Heteropetalum - Hexalobus - Hornschuchia - Isolona - Letestudoxa - Lettowianthus - Malmea - Marsypopetalum - Meiocarpidium - Meiogyne - Melodorum - Mezzettia - Mezzettiopsis - Miliusa - Mischogyne - Mitrella - Mitrephora - Mkilua - Monanthotaxis - Monocarpia - Monocyclanthus - Monodora - Neostenanthera - Neo-uvaria - Onychopetalum - Ophrypetalum - Oreomitra | - Orophea - Oxandra - Pachypodanthium - Papualthia - Petalolophus - Phaeanthus - Phoenicanthus - Piptostigma - Platymitra - Polyalthia - Polyceratocarpus - Popowia - Porcelia - Pseudartabotrys - Pseudephedranthus - Pseudoxandra - Pseuduvaria - Pyramidanthe - Raimondia - Reedrollinsia - Richella - Rollinia - Ruizodendron - Sageraea - Sanrafaelia - Sapranthus - Schefferomitra - Sphaerocoryne - Stelechocarpus - Stenanona - Tetrameranthus - Toussaintia - Tridimeris - Trigynaea - Trivalvaria - Unonopsis - Uvaria - Uvariastrum - Uvariodendron - Uvariopsis - Woodiellantha - Xylopia}- |